# Положение (Доктор Кто)
«Положение» (англ. The Lie of the Land) — восьмая серия десятого сезона британского научно-фантастического телесериала «Доктор Кто». Премьера серии состоялась 3 июня 2017 года на канале BBC One.

## Синопсис
Мир охвачен массовым заблуждением, и только Билл Поттс видит правду. Когда даже Доктор сражается не на той стороне, Билл предстоит убедить Повелителя Времени в том, что человечество находится в смертельной опасности. А если не удастся этого сделать, ей просто придётся убить своего лучшего друга.

## Сюжет
Контроль над Землёй захвачен Монахами. Теперь всем кажется, будто они помогали развитию человечества на протяжении миллионов лет. Однако Билл и немногим другим известна правда: Монахи появились на планете только полгода назад. Тех, кто придерживается этой версии, лишают свободы по обвинению в «преступлении памяти». Доктор же пропагандирует взгляды Монахов в передачах по телевидению.

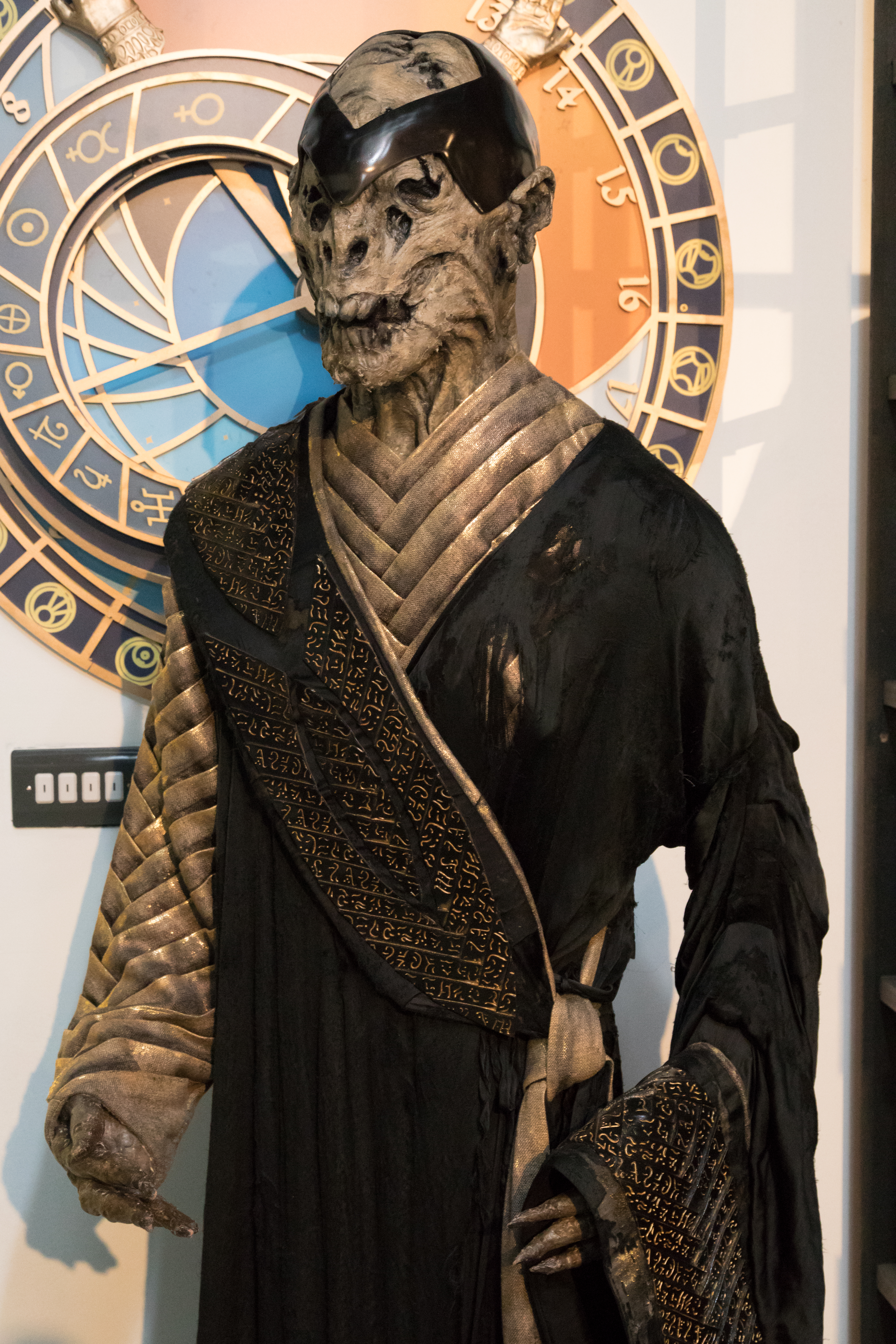
Монах-контроллер на выставке Doctor Who Experience

Билл старается не забывать о том, что случилось на самом деле, и в этом ей помогают воображаемые разговоры с давно умершей матерью, чью внешность она представляет по фотографиям, которые ей подарил Доктор. Нардол, который также в курсе происходящего, обнаруживает местонахождение Билл, и вместе им удаётся отыскать тюремное судно, где, по сведениям, держат в плену Доктора. При встрече Повелитель Времени сообщает своей спутнице, что он добровольно работает на Монахов, уверовав, будто человечество обречено без их наставлений. Осознав безвыходность положения, Билл стреляет в Доктора из пистолета, отчего тот начинает регенерировать, но вскоре останавливает процесс. Доктор и Нардол вместе с членами команды корабля разыграли представление с целью убедиться, что Билл не попала под влияние Монахов и не была подослана их разоблачить.
После этого Доктор решает обратиться за помощью к Мисси, и вместе с Билл они отправляются в свой университет, где находится Хранилище. Мисси, в прошлом встречавшая Монахов, подтверждает, что пришельцы удерживают контроль, передавая сигнал, содержащий ложную историю, через многочисленные статуи, которые они построили по всей планете. Сигнал активируется с помощью психической связи, установленной с человеком, который изначально дал своё «согласие». В своё время Мисси удалось победить Монахов, убив такого человека. Подразумевается, что Билл должна погибнуть, поскольку это она дала согласие на вторжение.
Доктор считает, что есть иной выход, и вместе с Билл, Нардолом и своими сподвижниками решает проникнуть в пирамиду Монахов в Лондоне, чтобы взломать трансляцию сигнала своим разумом, разрушив тем самым психическую связь. В центральном помещении сооружения Доктор находит контролирующего процесс трансляции Монаха и предпринимает попытки связать с ним свой разум, однако тому удаётся одолеть Повелителя Времени. Тогда Билл, несмотря на протесты Доктора, решает пожертвовать собой и образовать связь своего разума с Монахом. Передаваемый пришельцем сигнал заменяют изображения матери Билл, поскольку они являются мощным и дорогим воспоминанием для разума девушки. Человечество приходит в себя от обмана Монахов и восстаёт против завоевателей. Доктор, Билл и Нардол наблюдают, как пришельцы покидают Землю. После этого Доктор и Билл выясняют, что большинство людей не помнят о Монахах. При визите Доктора в Хранилище Мисси выражает угрызения совести по поводу тех, кого она убила.

## Связь с другими сериями
Вступительный монтаж о Монахах, помогающих человечеству на протяжении его истории, включает в себя отрывки из таких серий, как «Не моргай», «Серебряный кошмар» и «Внутрь далека». Позже в эпизоде был показан ролик из «Пилота», а также несколько кадров из других вышедших серий десятого сезона.
Билл смотрит одну из трансляций Доктора в магазине фирмы «Magpie Electricals», которая впервые была представлена в эпизоде «Фонарь идиота» и с тех пор время от времени появляется в тех или иных сериях возрождённого сериала.

## Внешние отсылки
Мисси играет на рояле небольшие отрывки из Гносиенны № 1 Эрика Сати и композиции Скотта Джоплина «The Entertainer».

## Съёмки
Вместе с эпизодом «Императрица Марса» серия вошла в шестой съёмочный блок. Читка сценария состоялась 11 января 2017 года. Съёмки проходили с 16 января по 22 февраля 2017 года.